# Protea madiensis
Protea madiensis là một loài thực vật có hoa trong họ Quắn hoa. Loài này được Oliv. miêu tả khoa học đầu tiên năm 1875.